# Robert J. Geisinger
Robert Joseph Geisinger, S.J. (* 1958, Parma) je americký římskokatolický kněz a promotor spravedlnosti Kongregace pro nauku víry.

## Život
Narodil se roku 1958 v Parmě, v Ohiu.
Vstoupil do Tovaryšstva Ježíšova a na kněze byl vysvěcen 14. září 1991.
Získal titul z anglické literatury, filosofie a teologie, kanonického práva a magister divinitatis. Působil jako kancléř arcidiecéze Chicago a poté jako soudce církevního tribunálu arcidiecéze. Byl generálním prokurátorem Tovaryšstva Ježíšova.
Dne 10. září 2014 jej papež František jmenoval promotorem spravedlnosti Kongregace pro nauku víry.